# Мадсен, Мадс
Мадс Эми́ль Мёллер Ма́дсен (дат. Mads Emil Møller Madsen; род. 14 января 1998, Гаммель-Рюэ, Центральная Ютландия) — датский футболист, полузащитник клуба Орхус.

## Клубная карьера
Мадсен — воспитанник клуба «Силькеборг». 10 декабря 2016 года в матче против «Люнгбю» он дебютировал в датской Суперлиге. По итогам сезона 2018 года клуб вылетел из элиты, но игрок остался в команде. 31 марта 2019 года в поединке против «ХБ Кёге» Мадс забил свой первый гол за «Силькеборг». По итогам сезона он помог клубу вернуться в элиту. Летом 2020 года Мадсен перешёл в австрийский ЛАСК, подписав контракт на 4 года.